# Палацо Киаблезе
Палàцо Киаблèзе (на италиански: Palazzo Chiablese, букв. „Дворец „Шабле““) е величествен господарски дом в град Торино, Северна Италия. От 1958 г. до 1985 г. е седалище на Националния музей на киното, а от 1997 г. е включен в списъка на ЮНЕСКО за световно културно и природно наследство като сграда, част от серийния обект „Савойски кралски резиденции“. 
Понастоящем е седалище на Регионалния секретариат на Пиемонт, на Управлението по археология, изящни изкуства и пейзаж за Метрополен град Торино, на Управлението по археология, изящни изкуства и ландшафт за провинциите Алесандрия, Асти и Кунео, на Управлението по археология, изящни изкуства и пейзаж за провинциите Биела, Новара, Вербано Кузио Осола и Верчели, както и централа за временни изложби на съседния комплекс на Кралските музеи на Торино, и двата периферни органи на Министерството на културата на Италия.
Дворецът, една от многото резиденции на Савойската династия, се намира в центъра на Торино, вляво от Кралския дворец, с главен вход на Пиаца „Сан Джовани“. В него има картини на Анджело Мария Кривели, Анджело Чиняроли, Клаудио Франческо Бомон, Джовани Маргиноти, Чезаре Талоне. Напортите са дело на Грегорио Гулиелми, Франческо Де Мура, Матия Франческини, Гаетано Отани, Джовани Алберони и Микеле Антонио Рапу.

## История

### XVI – XVII век
Почти със сигурност датира от XVI век и е построен от савойския херцог Емануил Филиберт Савойски върху съществуващи средновековни жилищни постройки. Херцогът желае да обнови площада пред херцогските резиденции - Херцогския дворец (бъдещ Кралски) и Замъка (бъдещ Палацо Мадама), възлагайки градската реорганизация на пространствата и сградите на архитекта Асканио Витоци. 
Първоначално дворецът е собственост на маркиза Беатриче Лангоско и на съпруга й Франческо Мартиненго ди Малпага. Те го получават като подарък от самия херцог, от когото маркизата има три деца.
Сградата се връща във владение на Савойската династия в началото на XVII век. През 1600-1601 г. там отсяда кардинал Пиетро Алдобрандини, когато е поканен в Торино от папа Климент VII при Карл Емануил I, за да разреши разногласията между Савойското херцогство и Кралство Франция относно владението на Маркграфство Салуцо. През 1608 г. Алдобрандини се връща в двореца, за да присъства на сватбите на дъщерите на херцога, Маргарита и Изабела Савойски, с Франческо IV Гонзага и с Алфонсо III д’Есте.
От 1642 г. палатът става резиденция на бившия кардинал Маврикий Савойски и на съпругата му – племенницата му Лудовика Кристина Савойска. Има малко оцелели следи от тази фаза на сградата: те могат да бъдат идентифицирани в късата част на лоджията, с арки, поддържани от тоскански колони, във втория двор към църквата „Сан Лоренцо“ и в някои сервизни помещения с дървени тавани без декорации.

### XVII век и намеса на Алфиери
През 1753 г. Карл Емануил III предоставя двореца на сина си Бенедикт Мария Маврикий, херцог на Шабле (който район дава името и на двореца). Задачата по обновяването и разширяването на апартаментите е възложена на архитекта Бенедето Алфиери, наследил ролята на придворен архитект от Филипо Ювара. Алфиери прави значителни промени, включително частично разрушаване и реконструкция, което оформя сегашния облик на сградата, както вътрешен, така и външен. През монументална порта, отворена на здравата тухлена фасада към катедралата, се влиза в атриум с портик с колони, каменни стълбове и кръстати сводове, и оттук към двата вътрешни двора, разделени от централен ръкав (1761 г.). Портикът между Пиаца Сан Джовани и Пиацета Реале и галерията отгоре на основния етаж свързват сградата с Кралския дворец, с който споделя периметърна стена. Величествено мраморно стълбище (1753-1754) води до придворните апартаменти: две декоративни кампании - едната от 1756-1758 г., а другата от 1760-1764 г. включват залите с изглед към Пиацета Реале, които са организирани в двойна анфилада за церемониални нужди. 
Алфиери ръководи и позлатената щукатурна украса на залите, придружена от доста изискани boiseries и обзавеждане, изпълнени по модели с профренски вкус от екипи от скулптори (Бартоломео Папа, Анджело Мария Сомасо, Енрико Битли, Джузепе Болина, Джовани Батиста Санбартоломео), резбари (Джовани Батиста Болджиè, Джовани Антонио Рива, Антонио Гритела) и позлатари (Бартоломео Монтичели). По живописната украса в залите, концентрирана преди всичко в големите външни врати, работят някои от главните творци на фигуративната култура в торинския двор през онези години: както най-утвърдените местни художници (Микеле Антонио Рапу, Матия Франческини, Клаудио Франческо Бомон, Виторио Амедео Чиняроли), така и най-престижните чуждестранни такива – римлянинът Грегорио Гулиелми, неаполитанецът Франческо де Мура, венецианецът Джовани Батиста Кросато. Богатството и важността на обзавеждането се подчертава както от творбите на дърводелеца Пиетро Пифети, документирани между 1759 и 1767-1768 г. (двойното тяло е оцеляло днес в Залата на нишата), така и от включването на една от най-ценните части от кралските гардероби: поредицата гоблени с „Историите на Артемизия“, изтъкани в Париж във фабриката „Гоблен“ и закупени през 1620 г. от посланика на Савоя от името на Виктор Амадей I.

### От Наполеон до Обединението на Италия
С падането на Стария ред и пристигането на революционните войски, херцозите на Шабле са принудени да напуснат Торино през 1798 г., за да намерят убежище първо в Сардиния и след това в Рим, където Бенедикт Маврикий умира през 1808 г. С френската окупация на Торино дворецът, подобно на други савойски резиденции, е на разположение на Наполеон Бонапарт и императорското семейство: след като е седалището на офисите на Изпълнителната комисия, създадена от Карло Бота, Карло Боси и Карло Джули („правителството на тримата Карловци“), сградата е домакин (1808-1814) на генерал-губернатора на трансалпийските департаменти, принц Камило II Боргезе и съпругата му Полин Бонапарт, сестра на императора. Декорацията на някои зали в ръкава между двата двора датира от този момент, характеризиращ се с език, все още белязан от Класицизма от края на XVIII век.
През 1814 г., с разпадането на Първата френска империя, сградата се връща във владение на овдовялата херцогиня на Шабле Мария Анна Каролина Савойска. През 1824 г. тя я завещава на брат си Карл Феликс Савойски, който се възкачва на трона през 1821 г. Новият суверен, когато отсяда в Торино, предпочита тази резиденция пред съседния кралски дворец, и умира там през 1831 г. 
След това дворецът преминава към Фердинанд Савойски-Каринян, вторият син на крал Карл Алберт Савойски-Каринян, който има титлата „херцог на Генуа“. По случай брака му с Мария Елизабет Саксонска, сключен през 1850 г., залите са обект на модификации и обновяване на обзавеждането и декорациите под ръководството на Алфонсо Дюпюи: Малката галерия е превърната в спалня на херцогинята. През 1851 г. в нишата се ражда дъщеря им Маргарита Савойска-Генуезка, бъдеща първа кралица на Италия от 1878 до 1900 г. 

### XX – XXI век
Дворецът е обитаван от потомците на Фердинанд Савойски-Генуезки до 1940 г. Той е обект на някои функционални интервенции за актуализиране между XIX и XX век с включване на баня, обновяване на системите и създаване на нови вертикални връзки за сервизните апартаменти. Снимките на залите от началото на ХХ век показват разкошна княжеска резиденция, където декорациите от XVIII век съжителстват с разкошните еклектични мебели на херцозите на Генуа. 
Тази ситуация се променя внезапно с избухването на Втората световна война, когато наследниците на този клон на Савойската династия изоставят двореца, взимайки със себе си голяма част от обзавеждането. Англо-американските бомбардировки, които опустошават центъра на Торино, особено между 1943 и 1944 г., удрят сградата на няколко пъти с експлозиви, сериозно повреждат някои от монументалните зали към Пиацета Реале и унищожават ъгъла към Семинарио Маджоре. Покривът е унищожен заедно с голяма част от таваните на белетажа с изглед към Пиацета Реале и улица „XX Сетембре“. Много мебели са изгубени заедно с boiseries и щукатурите. Спалнята на Елизабет Саксонска, спалнята на херцогинята на Шабле (Мария Анна Савойска), Китайската всекидневна, запомнена още като „Парижка всекидневна“, и параклисът с дървена ламперия, рисувана от художника Клаудио Франческо Бомон, са напълно унищожени. Сред обзавеждането, спасено от бомбардировките, но впоследствие разпръснато, има и ценно бюро с двойно тяло от майстора на мебели Пиетро Пифети, изнесено без разрешение и върнато през 2018 г. от карабинерите на Отдела за защита на културното наследство в Торино.
През 1946 г. дворецът става държавна собственост. Стартирана е продължителна реконструкция и реставрация и в двореца са преместени офисите на две Дирекции. За да се обзаведат приемните, които остават до голяма степен голи, от Херцогския замък на Алие са прехвърлени неокласически мебели и малка група картини: сред тях е част от красивата серия от платна с изгледи от местностите на Пиемонт от Анджело Антонио Чиняроли и двойка картини на Салваторе Фергола с пристигането на Карл Феликс Савойски и Мария Кристина Бурбон-Неаполитанска в Неапол.
Дворецът е седалище на регионалния секретариат на Пиемонт на Министерството на културата. През последните години реставрациите, които постепенно се извършват в монументалните апартаменти, успоредно с преместването на офисите в пространства, лишени от исторически интерес, се опитват да прекомпозират външния вид на разкошна династична резиденция, която Палацо Киаблезе има допреди век, с оглед на музеен маршрут, достъпен за обществеността. Благодарение на приноса на доброволците от Туринг Клуб той е отворен за обществеността за първи път: могат да бъдат посетени Швейцарската зала, Залата на бодигардовете, Залата на камериерите, гардеробната, Парадната зала, трапезарията, галерията „Чиняроли“ и Залата на гоблените от Франция, датиращи от XVII век. Впоследствие и други зали са добавени към маршрута за посещение, като например Залата на пажовете, параклисът, Леденият салон, Спалнята на херцога на Шабле, Залата за аудиенции на херцога, Малката зала „Алие“, Галерията (или нишата) от XVIII век и Будоарът на херцогинята на Генуа.
Залите на приземния етаж, исторически предназначени за сервизни зони и почти лишени от декорации, са домакини на временните изложби на Кралските музеи.
Дворецът може да бъде посетен гратис от понеделник до петък от 14.30 до 17.30 часа, единствено с обиколка с екскурзовод, водена от доброволци на асоциацията „Приятели на Кралския дворец“.